# Андаки (село)
Андаки (груз. ანდაქი) — село в Грузии, на территории Душетского муниципалитета края (мхаре) Мцхета-Мтианети.

## География
Село находится в северо-восточной части Грузии, на берегах реки Андаки, на расстоянии приблизительно 67 километров (по прямой) к северо-востоку от города Душети, административного центра муниципалитета. Абсолютная высота — 2072 метра над уровнем моря.

## Население
По результатам официальной переписи населения 2014 года постоянное население в Андаки отсутствовало.
| Год  | Население, человек |
| ---- | ------------------ |
| 2002 | 17                 |
| 2014 | ↘ 0                |